# Servo pressa
La servo pressa elettromeccanica è un dispositivo utilizzato nei processi industriali per eseguire operazioni nei cicli produttivi che richiedono un continuo controllo della qualità mediante l'individuazione delle difettosità.

## Schema costruttivo
La servo pressa è un attuatore che trasforma il moto rotatorio del motore brushless in un moto lineare dello stelo di pressatura mediante una vite a ricircolo di sfere o a rulli satelliti. Il controllo dello stelo di pressatura avviene in anello aperto mediante l'encoder installato sul motore brushless o in anello chiuso se la servopressa è provvista di un ulteriore encoder lineare sullo stelo di pressatura. Oltre all'encoder nella servo pressa è installato un sensore di forza che misura la forza esercitata dallo stelo di pressatura durante il lavoro.

## Funzionamento
Una unità di controllo logico opportunamente programmata gestisce il ciclo di lavoro della pressa, modulando la velocità di discesa dello stelo di pressatura ed analizzando durante le fasi di lavoro i valori misurati dai due trasduttori, encoder e sensore forza. I valori dello spostamento e della forza vengono utilizzati dal software installato nel controllo logico per generare un modello matematico (forza VS posizione) che viene generato in ogni ciclo di lavoro. Ogni modello matematico generato dal sistema viene comparato con un modello campione memorizzato nel software. Il modello matematico campione corrisponde ai valori assunti nel processare un prodotto qualitativamente perfetto. Se i valori del modello matematico memorizzato corrispondono con quelli rilevati ogni ciclo significa che il prodotto processato è stato eseguito con gli stessi parametri qualitativi. Questo sistema, comunemente chiamato Statistical process control (SPC), permette di verificare gli standard qualitativi durante il ciclo produttivo in tempo reale e di individuare le difettosità immediatamente.

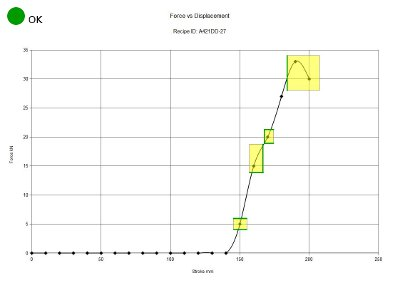
Esempio di modello matematico Forza Vs Posizione

## Applicazioni
Le servo presse possono essere utilizzate nei più svariati impieghi. In teoria può sostituire in tutto e per tutto un attuatore oleodinamico e quindi possono essere utilizzate per gli stessi impieghi. Un elenco delle applicazioni dove vengono impiegate le servo presse è il seguente:
- Piantaggio componenti
- Assemblaggio
- Giunzioni
- Rivettatura
- Crimpatura
- Pressatura
- Clinciatura
- Coniatura
- Punzonatura
- Piegatura
- Pressatura
- Raddrizzatura
- Macchine da test

La capacità della servo pressa di eseguire un monitoraggio del processo produttivo fa sì che essa trovi un maggiore impiego in quelle applicazioni industriali dove è fondamentale avere un controllo della qualità in tempo reale, ma soprattutto in quelle realtà dove i dati di analisi effettuati dalla servo pressa vengono utilizzati in ulteriori analisi per disporre eventuali azioni correttive nel processo produttivo e per migliorare la curva Sei Sigma.

## Dimensionamento della servo pressa
Una servo pressa deve possedere la potenza necessaria per eseguire il lavoro a cui verrà sottoposta. Per le applicazioni di formatura metalli, esistono vari formulari standardizzati da cui si può ricavare la forza necessaria per eseguire operazioni di coniatura, clinciatura, punzonatuta, piegatura, tranciatura ed altre. Diventa più complesso dimensionare la servo pressa qualora si debba effettuare un piantaggio di un elemento all'interno di una sede, come ad esempio il piantaggio di un cuscinetto o di una boccola su di un albero o nel suo alloggiamento.
Esiste la possibilità di calcolarsi la forza di piantaggio, questo se le sagome dei componenti sono di tipo circolari, ovvero dei cilindri semplici come un mozzo su di un albero, una boccola o un cuscinetto su di una flangia o qualsiasi altro componente meccanico con forma cilindrica.
La prima cosa da verificare è la resistenza dei componenti che dobbiamo assemblare, bisogna assolutamente evitare che la forza resistente di piantaggio risulti superiore alla forza ammissibile dei pezzi. Spesso materiali duttili o ricavati per sinterizzazione non accettano i carichi necessari per vincere l'interferenza di piantaggio. Bisogna quindi come prima cosa verificare la resistenza del materiale a cui andremo applicare il carico. Fatte le dovute verifiche a compressione e di resistenza alla pressione superficiale delle superfici compresse, si andrà e verificare il valore minimo di forza necessario per effettuare il piantaggio che dovrà essere inferiore alla forza di compressione ammessa dei componenti da piantare.
Per conoscere il valore della forza di piantaggio come prima cosa bisogna calcolarsi il valore della pressione di contatto fra i due componenti da piantare. La formula che esprime questo valore è la seguente:
{\displaystyle P={\frac {I}{{\frac {d}{Eo}}*[{\frac {do^{2}+d^{2}}{do^{2}-d^{2}}}+Vo]+{\frac {d}{Ei}}*[{\frac {di^{2}+d^{2}}{d^{2}-di^{2}}}-Vi]}}\ }
Dove:
- P: esprime la pressione di contatto espressa in N/mm^2
- I: esprime l'interferenza fra il mozzo è l'albero espresso in mm
- d: esprime il diametro nominale delle superdici di piantaggio espresso in mm
- Eo: esprime il modulo di elasticità del mozzo espresso in N/mm^2
- do: esprime in diametro esterno del mozzo espresso in mm
- vo: esprime il coefficiente di Poisson del mozzo
- Ei: esprime il modulo di elasticità espresso in N/mm^2
- di: esprime il diametro interno dell'albero espresso in mm
- vi: esprime il coefficiente di Poisson dell'albero

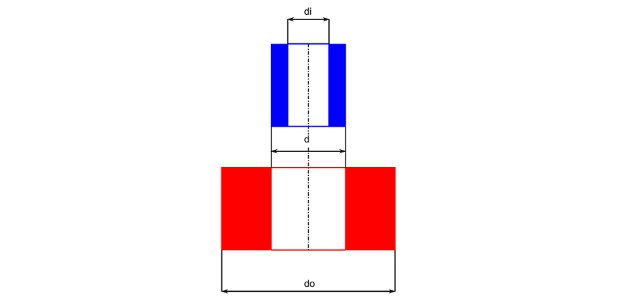
rappresentazione delle dimensioni influenti in calcolo della forza di piantaggio

Come si vede dalla formula sopra la pressione di contatto dipende principalmente dalla interferenza dell'accoppiamento. Diventa quindi opportuno valutare bene i valori dell'interferenza di accoppiamento che nel caso questa sia necessaria per garantire la trasmissione del moto non potrà essere ridotta per semplificare il processo di piantaggio.
Una volta ottenuto il valore della pressione di accoppiamento P il valore della forza di piantaggio Fp sarà dato dalla seguente formula:
{\displaystyle Fp=P\cdot \eta \cdot d\cdot \pi \cdot L}
Dove:
- Fp: esprime la forza di piantaggio espressa in N
- P: esprime la pressione di contatto fra le superfici mozzo e albero espressa in N/mm^2
- η: esprime il coefficiente di attrito tra le superfici mozzo e albero
- d: esprime il diametro nominale delle superfici di piantaggio espresso in mm
- π: esprime la costante matematica Pi greco 3.14
- L: esprime la lunghezza del calettamento espressa in mm

La servo pressa dovrà quindi produrre una forza maggiore di Fp..

## Scelta del sensore forza
Le servo presse sono caratterizzate principalmente dal sensore di forza integrato nel dispositivo. La natura del sensore di forza può essere estensimetrica o piezoelettrica. Le servo presse con sensore estensimetrico sono le più versatili e quelle più largamente utilizzate, questo grazie alla capacità del sensore estensimetrico (estensimetro) di effettuare misurazioni della forza con comportamento statico, questa tipologia di servo presse riescono a misurare valori di forza con variazioni sia positive che negative durante il ciclo di lavoro. Le servo prese con sensore di forza piezoelettrico sfruttano la capacità di caricarsi elettricamente mediante un impatto del sensore, piezoelettricità. La carica elettrica generata dall'impatto è direttamente proporzionale alla forza impressa sul sensore. La corrente generata dai quarzi piezoelettrici del sensore però non si disperde ma si accumula come in un condensatore. Il decadimento della corrente generata all'interno del sensore dipende dalla capacità del quarzo a disperdere la carica. Per gestire questo decadimento della corrente sono necessari dei condizionatori di segnale che mediante una cortocircuitazione del sensore scaricano la corrente piezoelettrica generata dall'impatto. Questo comportamento del sensore fa sì che le servo presse piezoelettriche risultino particolarmente adatte per applicazioni altamente dinamiche con un andamento della forza che cresce costantemente, ma risultano in difficoltà nel misurare con precisione andamenti oscillanti della forza per il comportamento quasi statico del sensore. La natura del sensore piezoelettrico, costituito di dischi di quarzo in gabbie di acciaio, fa sì che questi risultino molto rigidi e non hanno problemi di calibrazione frequenti.

## Calibrazione
Le servo presse vengono utilizzate principalmente per misurare la ripetibilità di un processo industriale. Se un processo industriale è costante è ripetibile la servo pressa utilizzata in quel processo misurerà quei parametri di forza e posizione che contraddistinguono quei valori di ripetibilità. Qualora la servo pressa misuri dei valori che non contraddistinguono la ripetibilità del processo, significa che ci troviamo di fronte ad una difettosità del prodotto processato o ad una abnormalità del processo stesso. Se però i valori che contraddistinguono la ripetibilità non vengono rispettati con una frequenza elevata e consequenziale, potrebbe significare che la servo pressa ha perso la taratura. Per ricalibrare le servo presse esistono procedure similari a tutti i costruttori che richiedono l'utilizzo di strumentazioni di calibrazione dedicate allo scopo. La calibrazione è comunque consigliata anche in fase di installazione anche se le servo presse sono state calibrate dal costruttore, questo perché i valori ottenuti dal costruttore non sono perfettamente replicabili anche dall'installatore. Solitamente la calibrazione delle servo presse è ottenuta in laboratorio, a temperatura costante (18—20°) e su supporti estremamente rigidi, cambiando ambiente e condizioni di rigidità dei supporti, la forza di reazione registrata dal sensore forza risulterà diversa a parità di coppia motore esercitata (dispersione elastica della forza), diventa doveroso per l'installatore quindi calibrare la servo pressa secondo le condizioni di elasticità reali.

## Sei Sigma ed ISO TS 16949
Le servo presse elettromeccaniche trovano un particolare impiego in quelle realtà industriali come il settore automotive, elettronica, aerospaziale ed altri dove è importante ottenere dei benchmark reali ed immediati capaci ad identificare le difettosità dei prodotti processati e che siano anche rivelatori delle cause. Per aziende dove il ristringimento dell'oscillazione della curva Sei Sigma è un obiettivo costante, l'utilizzo di servo presse nei processi produttivi diventa fondamentale. I risultati migliori si ottengono con quelle servo presse che hanno la capacità di mettere in rete i dati analizzati meglio se in un formato File compatibile con gli ERP ed MRP presenti in azienda. Il settore automotive oltre ad essere condizionato dal monitoraggio statistico Sei Sigma si è dato un insieme di norme sulla qualità classificate come norme ISO/TS 16949. La possibilità mediante una servo pressa con monitoraggio di processo di verificare durante la produzione che l'assemblaggio è stato eseguito a regola d'arte diventa fondamentale per chi produce in accordo alla normative ISO/TS 16949, questo poiché una servo pressa individua le difettosità all'origine e può evitare molti controlli post produzione talvolta distruttivi.